# فرودگاه نومرات-موفدی زاکاریا
فرودگاه نومرات-موفدی زاکاریا (به انگلیسی: Noumérat – Moufdi Zakaria Airport) (به زبان بومی: Aéroport de Ghardaïa / Noumérat - Moufdi Zakaria) یک فرودگاه همگانی با کد یاتا GHA است که یک باند فرود آسفالت دارد و طول باند آن ۳۱۰۰ متر است. این فرودگاه در شهر غردایه کشور الجزایر قرار دارد و در ارتفاع ۴۶۱ متری از سطح دریا واقع شده‌است.

## شرکت‌های هواپیمایی و مقصدهای پروازی
| شرکت‌های هواپیمایی | مقصدهای پروازی                                                           |
| ----------------- | ------------------------------------------------------------------------ |
| هواپیمایی الجزایر | هواری بومدین، محمد بوضیاف، ایلیزی، اس سینیا وهران، اگونار – هج بی اخاموک |
| هواپیمایی سعودی   | چارتر: جده                                                               |
| طاسیلی ایرلاینز   | هواری بومدین                                                             |